# XForms
XForms to stworzona w 2003 roku przez W3C aplikacja XML opisująca formularze.
XForms 1.0 (Trzecia edycja) została opublikowana 29 października 2007. Pierwsza edycja dostała status rekomendacji (W3C Recommendation) 14 października 2003. Nowa rekomendacja XForms 1.1 została przyjęta 20 października 2009.
XForms jest w pewnym sensie odpowiednikiem znaczników <form>, <input>, <button>, <select>, <optgroup>, <option>, <textarea>, <label> itp. w HTML-u (i XHTML-u 1.x).
XForms jednak ma nieporównywalnie większe możliwości. Niektóre z nich to:
- Nowe znaczniki oferujące nowe możliwości, np. <range>
- Możliwość sprawdzania danych wejściowych za pomocą XML Schema (istnieje możliwość skorzystania z predefiniowanych typów danych np. xs:date lub zdefiniowania swoich specyficznych za pomocą wyrażeń regularnych)
- Wysyłanie danych z formularza w postaci XML-a
- Integracja z SOAP i XML-RPC
- Wysyłanie jednego formularza do kilku serwerów (np. jedno zapytanie do kilku wyszukiwarek)
- Możliwość tworzenia różnego rodzaju kreatorów (ang. wizards) np. pomagających w nawigacji po formularzach
- Pełna internacjonalizacja

W XHTML-u 2.0 grupa znaczników odpowiadająca za formularze miała być zastąpiona przez XForms. 2 lipca 2009 r. konsorcjum W3C ogłosiło, że działanie grupy roboczej XHTML 2 nie zostanie przedłużone po jej wygaśnięciu z końcem 2009 roku. W zamian zostały zwiększone zasoby na grupę roboczą HTML, czym W3C ma nadzieję przyspieszyć rozwój standardu HTML 5.

## Prosty fragment dokumentu XForms
```
<input
 
ref=
"imie"
><label>
Imię:
</label></input>

```

Powyższy przykład w XHTML-u 1.x wyglądałby następująco:
```
<label>
Imię:
<input
 
type=
"text"
 
name=
"imie"
/></label>

```

lub
```
<label
 
for=
"imie"
>
Imię:
</label>
 
<input
 
type=
"text"
 
name=
"imie"
 
id=
"imie"
/>

```